# Deadpool (Comicfigur)
Deadpool, bürgerlich Wade Winston Wilson, ist eine Comicfigur, die 1991 für den Verlag Marvel Comics geschaffen wurde. Sein erster Auftritt erfolgte im Comicheft New Mutants #98. 1997 kreierten ihm Joe Kelly und Ed McGuinness eine eigene Serie.

## Hintergrund

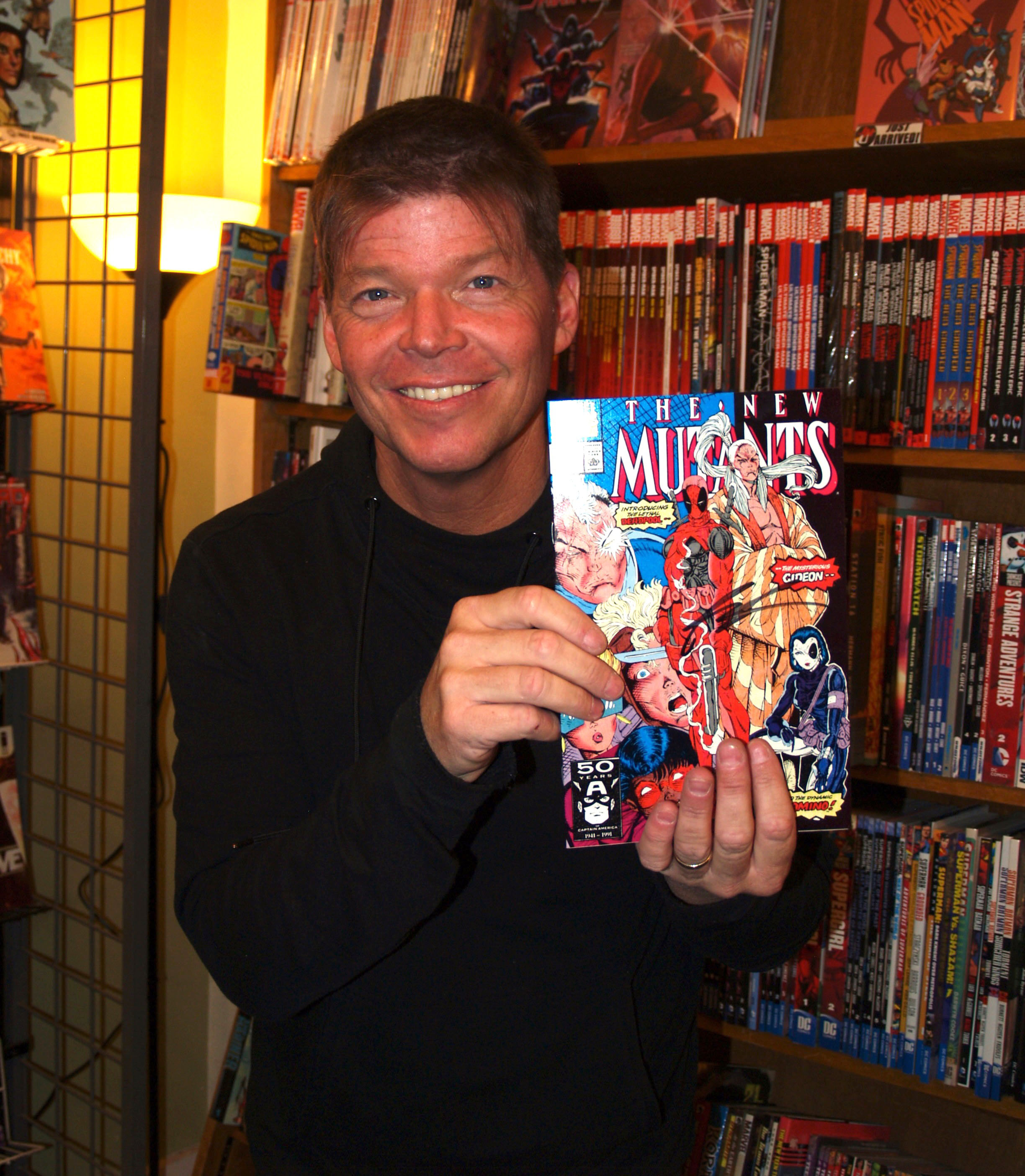
Deadpool-Schöpfer Rob Liefeld (Foto aus dem Jahr 2016) hält ein Exemplar von New Mutants #98 hoch.

Deadpool debütierte im Comicheft New Mutants #98 (1991) von Fabian Nicieza und Rob Liefeld. Nicieza und Liefeld entwarfen ihn als maskierten Schurken, der mit Schwertern und Handfeuerwaffen Jagd auf die New Mutants machte. Ähnlich wie Wolverine verfügte er über unglaubliche Selbstheilungskräfte, die ihn aber am ganzen Körper mit Tumoren bedeckten. Auffällig war die Ähnlichkeit von Deadpool („Wade Wilson“, rot-schwarzes maskiertes Kostüm, Gegner der Teenager-Superheldengruppe New Mutants) zur damals bereits existierenden Figur von Deathstroke des Verlages DC Comics („Slade Wilson“, rot-blaues maskiertes Kostüm, Gegner der Teenager-Superheldengruppe Teen Titans), die weder von Marvel noch DC offiziell angesprochen wurde.
Deadpool tauchte in den Folgejahren sporadisch in der X-Men-Nebenserie X-Factor auf und wurde weniger als gewalttätiger Schurke und mehr als sarkastischer Antiheld interpretiert. Comicautor Joe Kelly, der die erste Deadpool-Serie (1997) verfasste und ein großer Spider-Man-Fan war, schrieb viele Actionkomödien, in denen Deadpool die absichtlich überzeichneten Geschehnisse ironisch kommentierte. Für Deadpools Wortwitz ließ sich Kelly vom ähnlich vorlauten Spider-Man inspirieren. Als Running Gag wurden viele aktuelle Filme bzw. Serien parodiert und häufig die Vierte Wand durchbrochen. In dieser Kult-Serie wurden auch Deadpools (widerwillige) Helfer eingeführt, die zynische Greisin Blind Al und das feige Genie Weasel. Kelly meinte später dazu, dass die Deadpool-Serie ständig kurz vor dem Aus stand, und er daher absurde Einfälle einbauen konnte. In Deadpool #11 z. B. produzierte Kelly eine Panel-für-Panel-Parodie des Spider-Man-Comics Amazing Spider-Man #47 (1966), in die Blind Al durch Zeitreise hinein geworfen wird und Deadpool ihr nachreist. Mit Hilfe ihrer Verkleidungskünste spiegeln Deadpool bzw. Blind Al vor, der schüchterne Peter Parker/Spider-Man bzw. seine rührige Tante May Parker zu sein, stoßen aber alle Umstehenden durch ihre rüde, vulgäre Art vor den Kopf. Diese Parodie wurde 2011 zu den witzigsten Deadpool-Geschichten gezählt.
Ein bemerkenswerter Aspekt der frühen Deadpool-Comics war das komplizierte Verhältnis zwischen Deadpool und seiner blinden Geisel/Butlerin/Aufpasserin Blind Al. Kelly schrieb Deadpool als kindisch-sadistischen Herrn, der sie seinen Haushalt führen ließ, sie öfter in einen Raum mit spitzen Gegenständen sperrte und ihr vorgaukelte, sie bald zu befreien. Andererseits etablierte Kelly, dass Blind Al die einzige Person war, die keine Angst vor Deadpool hatte und sich für solche Attacken rächte, indem sie Abführmittel in sein Essen tat, und sowieso lieber Folgen von Matlock zuhörte als auszugehen. Zudem etablierte der Autor, dass sie tief in ihrem Inneren zwei Dinge wollte: Deadpool auf den rechten Pfad zu führen und Buße für ein „altes Unrecht“ zu tun, das sie ihm angetan hatte. Kelly wollte etablieren, dass Blind Al einst die Superspionin Black Widow gewesen (d. h. die Vorgängerin der heutigen Black Widow, Natasha Romanova) und für seine Krebserkrankung verantwortlich sei. Diese Entwicklung wurde aber nie umgesetzt. In späteren Comics normalisiert sich ihr Verhältnis. Als ihr Deadpool schließlich die Freiheit schenkt, bleibt Blind Al trotzdem bei ihm.
Nachdem Deadpool mit Ausgabe 69 eingestellt worden war, sollte die Figur eigentlich 2002 in einer neuen Serie erscheinen. Marvel Comics aber ließ die Autorin Gail Simone die geplanten Abenteuer mit einer neuen Figur namens Agent X durchführen. Daher mussten Deadpool-Fans bis 2004 auf seine nächste Serie warten, Cable & Deadpool von Fabian Nicieza, die 50 Ausgaben lang lief. In dieser Reihe wurde Deadpool mit jener Figur (Cable) vereint, die er 1991 in seinem Debüt umbringen wollte. Kennzeichnend war der starke Buddy-Charakter der ungleichen Figuren Cable (ernster Kämpfer für Gerechtigkeit) und Deadpool (Sprüche klopfender Chaot), die sich erst zusammenraufen müssen, ehe sie aufrichtigen Respekt füreinander empfinden. Andere Serien waren Deadpool Vol. 2 (2008–2012), Deadpool: Merc With a Mouth (2009–2010) sowie Deadpool Vol. 3 (2013–2015). Deadpool (Vol. 3) #27 (2014) erhielt einen Eintrag ins Guinness-Buch der Rekorde in der Kategorie „Meiste Comiccharaktere auf dem Cover“ (232, davon 224 anerkannte Marvel-Charaktere).

## Fiktive Biografie

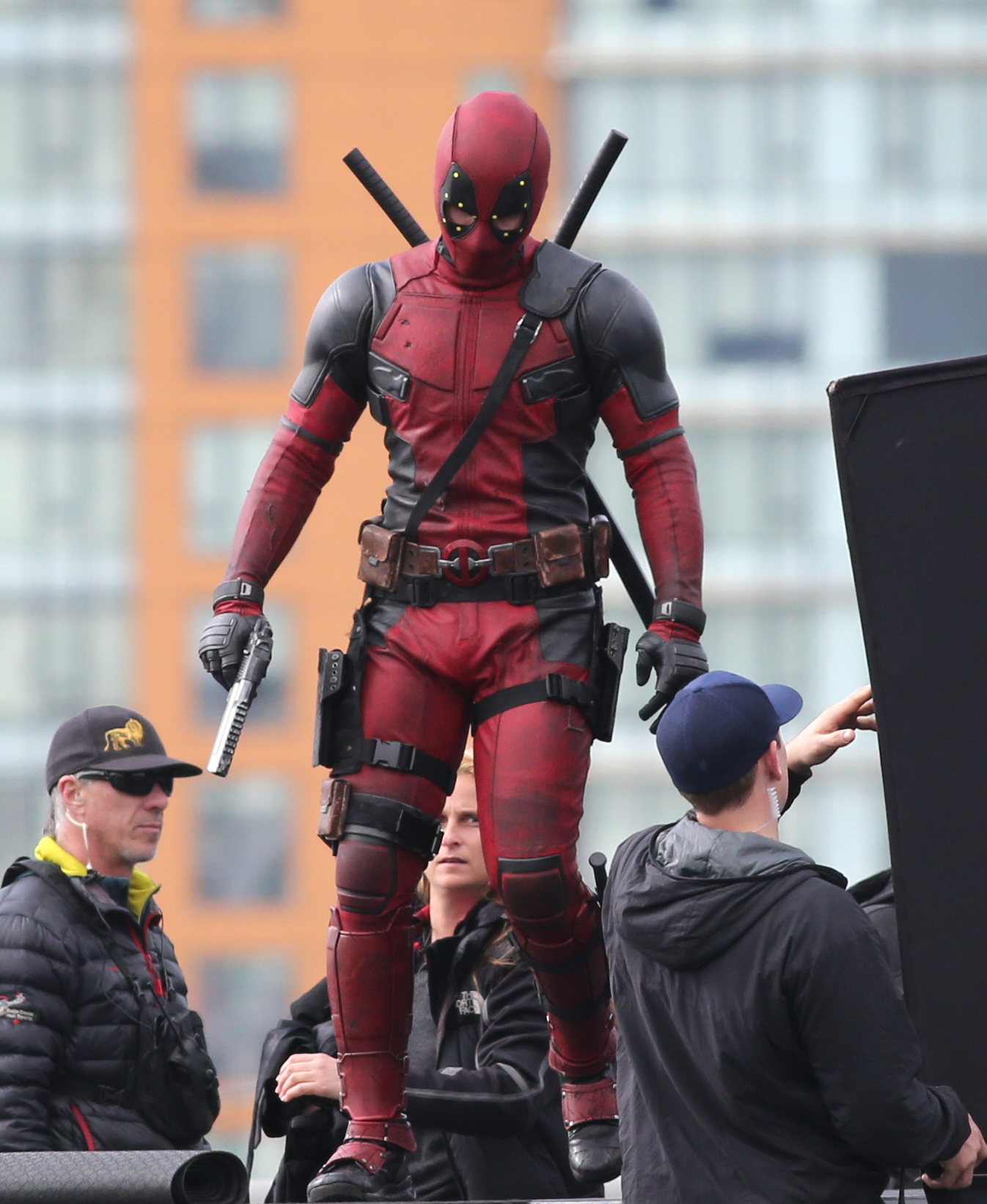
Deadpool-Dreharbeiten (2015)

Innerhalb der Welt von Marvel Comics existiert keine definitive Biografie von Deadpool. In den Comics wird dies damit erklärt, dass Deadpool (ähnlich wie Wolverine) an Amnesie leidet, mit schweren Persönlichkeitsstörungen zu kämpfen hat und nur begrenzt zurechnungsfähig ist. Zudem kann er die Vierte Wand durchbrechen und potentiell selbst seine Biografie ändern. In den meisten Interpretationen meldete sich der früh verwaiste kanadische Jugendliche Wade Wilson zur Armee und wurde ein Söldner, bis bei ihm lebensbedrohlicher Krebs diagnostiziert wurde. Daher meldete er sich freiwillig als Testsubjekt für Menschenversuche der paramilitärischen Organisation Waffe X, jener Gruppe, die einst auch Wolverine rekrutierte. Die Versuche hatten eine so hohe Sterblichkeitsrate, dass die Insassen in einem Geldpott (engl.: „Deadpool“) wetteten, wer als Letzter daran sterben würde. Als Wilson diesen Pott gewann, gab er sich diesen Spitznamen. Die Experimente retteten ihm das Leben und gaben ihm große Selbstheilungskräfte, entstellten aber seinen ganzen Körper und kosteten ihn den Verstand. Ausgehend von dieser Grundstory gibt es widersprüchliche Angaben, ob Deadpools Eltern eines natürlichen Todes starben oder er sie selbst umbrachte, ob Deadpool und Wade Wilson tatsächlich dieselbe Person sind (d. h., dass Deadpool die Identität eines anderen „Wade Wilson“ raubte), oder ob er Kanadier oder US-Amerikaner ist.
Deadpools Kostüm ist seit seinem Debüt 1991 rot-schwarz, hat aber im Laufe der Zeit einige Veränderungen durchgemacht. So trug er anfangs eine militärische Gasmaske, die er nun gegen eine Ganzkopfmaske mit Sichtlinsen eingetauscht hat. Sein Körper ist durch den Krebs völlig vernarbt, die Art des Zustandes variiert jedoch von Zeichner zu Zeichner. Er verfügt durch die Behandlung und das Training bei „Waffe X“ über sagenhafte Selbstheilungskräfte, die es ihm ermöglichen, selbst entfernte Gliedmaßen wieder an seinem Körper anzubringen. Darüber hinaus ist er ein sehr guter Schütze und Schwertkämpfer. Durch seine Sprüche, die er gerne macht, wird er auch „Söldner mit der großen Klappe“ (orig. Merc with a Mouth) genannt. Dank seines Hirntumors ist er immun gegen Telepathie. Darüber hinaus kann er sich an naheliegende Orte teleportieren. Deadpool weiß zudem, dass er sich nur in einem Comic befindet und durchbricht regelmäßig die Vierte Wand. Seine Sprechblasen werden deshalb gelb gefärbt hervorgehoben. Dies ist u. a. Kernpunkt des Comic-Specials Deadpool killt das Marvel-Universum (2012), in dem Deadpool erkennt, dass er nur eine Rolle in einer nicht realen Welt spielt, und alle Figuren des Marvel-Universums umbringt. Im Computerspiel Deadpool (2013) entkommt er aus einem Gefängnis, indem er buchstäblich auf seine eigenen Sprechblasen steigt.
Im Marvel-Universum hat Deadpool nur wenige Freunde, u. a. die zynische Greisin Blind Al, den schmierigen Weasel, den feigen „Bob, Agent of HYDRA“ sowie Deadpools oft widerwilligen Kollegen Cable. Er kooperierte sowohl mit Helden (u. a. den X-Men), mit Antihelden (Silver Sable oder Domino) als auch mit Schurken wie Bullseye. Zu seinen Alter Egos Lady Deadpool, Headpool, Dogpool und Kidpool, die aus alternativen Universen zu ihm kamen, hat er ein kompliziertes Verhältnis. Während der 1990er-Jahre war Deadpool in seine X-Factor-Kollegin Siryn verliebt, was z. T. in Stalking ausartete (was Siryn aber eher schmeichelte), aber in Deadpool (Vol. 3) #27 (2014) heiratete er die teuflische Shiklah und ist seitdem ihr Gemahl.
Deadpool, der vorwiegend als Schürzenjäger bekannt ist, aber eine Schwäche für Thor Odinson hat, wurde von seinem Miterfinder Fabian Nicieza als omnisexuell beschrieben.

## In anderen Medien
- Deadpool trat 2009 erstmals im Film X-Men Origins: Wolverine in Erscheinung; er wurde von Ryan Reynolds gespielt. Im Februar 2016 wurde ein Film mit Deadpool als Hauptfigur veröffentlicht, erneut mit Reynolds in der Hauptrolle.[6] 2018 erschien die Fortsetzung Deadpool 2. 2024 wurde Deadpool & Wolverine veröffentlicht.
- Deadpool ist Hauptfigur im gleichnamigen Computerspiel Deadpool (2013).
- Deadpool tritt auch in Episoden der Serien X-Men: The Animated Series, The Hulk vs the X-Men, Marvel Anime: X-Men und Der Ultimative Spider-Man auf.